# Too Many Girls
Too Many Girls ist eine Musical Comedy mit der Musik von Richard Rodgers und Gesangstexten von Lorenz Hart; das Buch wurde von George Marion Jr. geschrieben. George Abbott produzierte und leitete die Musical-Inszenierung.
Die Uraufführung fand am 18. Oktober 1939 im Imperial Theatre in New York statt.

## Handlung
Ein amerikanisches College-Musical.

Die aus reichem Hause stammende und etwas temperamentvolle Connie Casey hat es, nach dem Geschmack ihres Vaters, während ihres Europa-Aufenthalts übertrieben. Um sie wieder zur Ruhe zu bringen, schickt Mr. Casey sie auf das genügend abgelegene Pottawatomie-College in New Mexico. Um ganz sicherzugehen, heuert er vier Ivy-League-Footballspieler als Aufpasser an. Die Jungs sind nett und bringen nebenbei das College-Football-Team, das in seiner 75-jährigen Geschichte nicht ein Spiel gewann, an die Spitze. Einer der Jungs, Clint, ist besonders nett; er und Connie verlieben sich. Gerade am Tag vor dem letzten großen Spiel findet Connie heraus, dass Clint von ihrem Vater bezahlt wird. Daraufhin beschließt Connie das College zu verlassen, ihre vier Aufpasser müssten ihr eigentlich folgen – aber was wird aus dem Football-Team?

## Bekannte Musiknummern
- I Didn’t Know What Time It Was
- I Like to Recognize the Tune
- Give it Back to the Indians
- You Are Nearer – von Rodgers und Hart für die 1940er Verfilmung komponiert

## Verfilmung
- Bei der 1940er RKO-Pictures-Verfilmung führte ebenfalls George Abbott die Regie.